# Ziepel (Möckern)
Ziepel ist eine Ortschaft und ein Ortsteil von Möckern im Landkreis Jerichower Land in Sachsen-Anhalt.

## Geografie
Der Ort liegt rund sieben Kilometer westlich von Möckern. Zur Kreisstadt Burg sind es 25 Kilometer in nördlicher Richtung und die Landeshauptstadt Magdeburg findet man etwa 16 Kilometer westlich von hier. Durch Ziepel führt die Kreisstraße K 1215, von der aus die B 246 erreichbar ist. Die B 246, über die sowohl Möckern als auch Magdeburg zu erreichen sind, führt etwa zwei Kilometer südlich vorbei.
Der Bahnhof Ziepel liegt an der Bahnstrecke Biederitz–Altengrabow. Die Umgebung des Ortes ist überwiegend landwirtschaftlich geprägt.
Naturräumlich gehört der Ort zum Zerbster Land, einer ackergeprägten offenen Kulturlandschaft und 536 km² großen Haupteinheit der übergeordneten Haupteinheitengruppe des Fläming im norddeutschen Tiefland. Das Zerbster Land bildet die Südwestabdachung des Flämings zur Elbe und gehört zum Einzugsgebiet dieses Flusses.
Neben dem Ortsteil Ziepel gehören zur gleichnamigen Ortschaft die Ortsteile Kampf und Landhaus.

## Geschichte
In einer Urkunde von König Otto III. aus dem Jahre 992 wird der Ort erstmals urkundlich mit dem Namen Sipli erwähnt und wird dem Kloster Memleben überlassen. Die damalige Ortslage befand sich etwa drei Kilometer nördlich des heutigen Ortskerns. Sie lag dann wohl lange Zeit wüst, ehe im 12. Jahrhundert flämische Einwanderer südlicher den Ort Dudendorf gründeten, der später dann wieder über Czipell (1424), Ciepel (1459), Tzipel (1477) und Zcipel (1562) den Namen Ziepel annahm. Im 13. Jahrhundert wurde die erste Kirche im Ort erbaut. Das Dorf lag an der alten Heerstraße Brandenburg–Magdeburg.
Während des Dreißigjährigen Krieges überfielen Söldnertruppen am 25. April 1636 den Ort und zerstörten ihn vollends. Erst dreißig Jahre später waren die Gehöfte wieder aufgebaut. Unter anderem wurde hier Gerste angebaut, die an die Brauereien in Burg geliefert wurde.
Im Zuge der preußischen Verwaltungsreform wurde Ziepel 1818 dem Landkreis Jerichow I mit der Kreisstadt Burg zugewiesen.
Im Jahr 1847 wurde Ziepel im „Topographisch-statistischen Handbuch des Preussischen Staats“ gelistet. Zum Pfarrdorf zählten eine evangelische Kirche, eine Windmühle, 34 Häuser und 220 Seelen.
1882 erfolgte der Anschluss an die Bahnstrecke Biederitz–Altengrabow. Zu dieser Zeit hatte Ziepel etwa 370 Einwohner. Die Einwohnerzahl stieg nach dem Zweiten Weltkrieg, als sich viele Flüchtlinge aus den verlorenen deutschen Ostgebieten hier niederließen. Als die DDR-Behörden 1952 die Verwaltungsstrukturen der Vorkriegszeit auflösten, kam Ziepel zum Kreis Burg im Bezirk Magdeburg. 1964 lebten im Ort 523 Einwohner. Nach dem Ende der DDR und einer erneuten Kreisreform fand sich Ziepel 1994 im Landkreis Jerichower Land wieder. Zum 1. Januar 2003 erfolgte die Eingemeindung in die Stadt Möckern.

## Politik

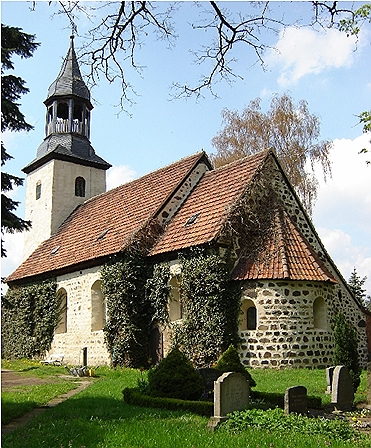
Sankt-Markus-Kirche – Südostansicht (2006)

Die Interessen der Ortschaft Ziepel in der Stadt Möckern werden durch den Ortschaftsrat vertreten, der sich aus acht Mitgliedern zusammensetzt und vom Ortsbürgermeister Wolfgang Koch angeführt wird.
Wappen: Blasonierung: „Schräglinksgeteilt von Grün und Silber; darin zwei schrägrechte dreiblättrige Kleeblätter in verwechselten Tinkturen.“ Das Wappen wurde 1996 vom Kommunalheraldiker Jörg Mantzsch gestaltet.
Die Flagge der Ortschaft ist weiß – grün (1:1) gestreift (Querform: Streifen waagerecht verlaufend, Längsform: Streifen senkrecht verlaufend) und mittig mit dem Wappen belegt.

## Sehenswürdigkeiten
Nachdem Ziepels erste Kirche im Jahre 1636 zerstört worden war, wurde als Nachfolgebau 1677 die Sankt-Markus-Kirche fertiggestellt. Man bewahrte beim Wiederaufbau weitgehend den ursprünglichen spätromanischen Baustil. Erst 1735 wurde der quadratische Westturm angefügt.